# Sant Julià de Canalda
Sant Julià de Canalda és l'església parroquial de l'entitat de població de Canalda del municipi d'Odèn, a la comarca catalana del Solsonès. És un monument protegit i inventariat dins el Patrimoni Arquitectònic Català

## Descripció

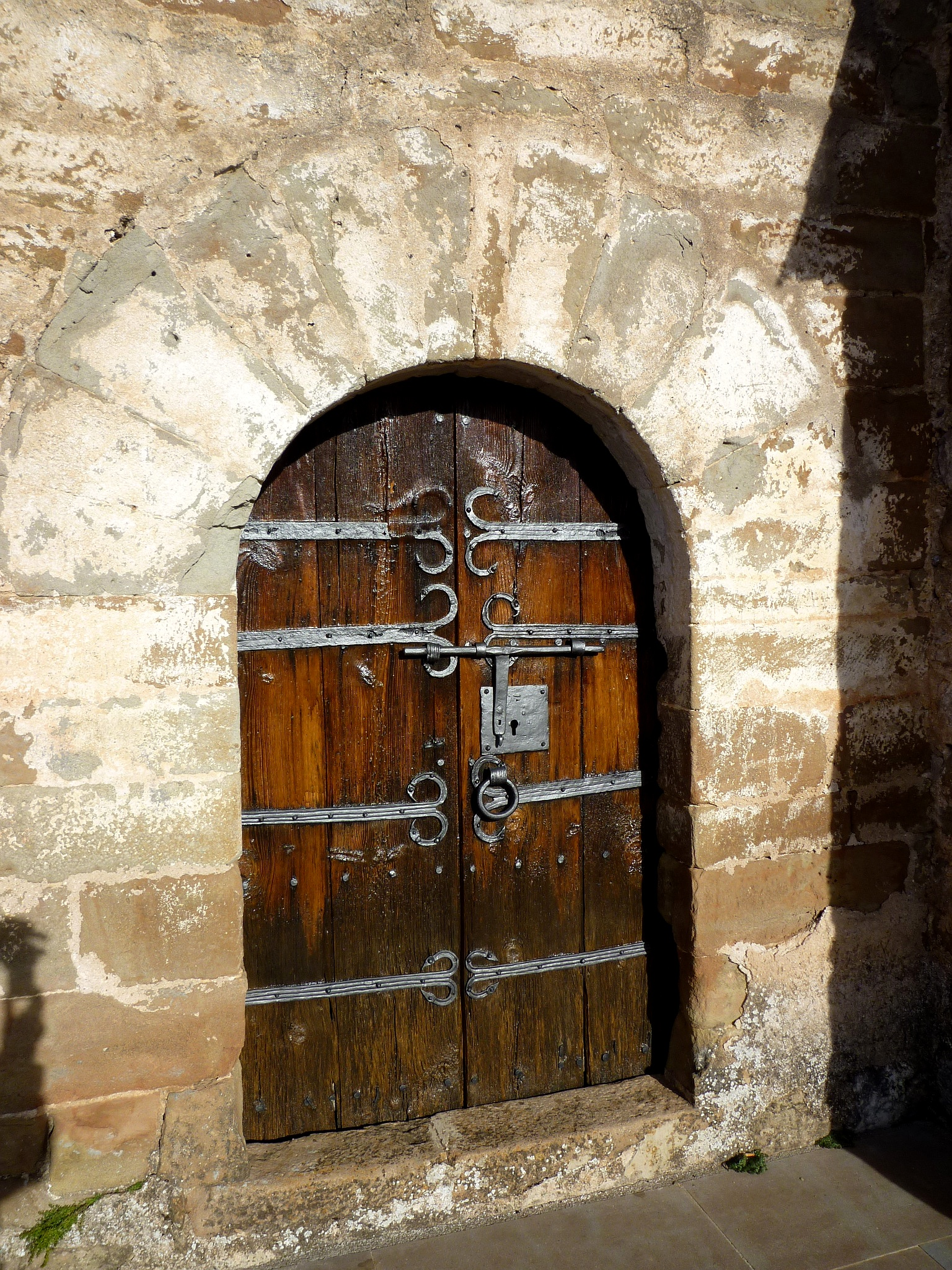
Ferramenta de la porta

És un edifici d'una sola nau, corresponent a una construcció dels segles XI-XII, que conserva part d'una capçalera –dos absis, manca el tercer– del segle IX. Els dos absis són coberts amb volta de canó sostinguda per arcs torals i són al sector est. El conjunt, doncs, correspon a dues èpoques. De la més antiga en resta l'absis central i el lateral sud, amb un parament de carreus desbastats i disposats irregularment. A la segona època correspon la nau, amb un parament de carreus desbastats i col·locats en filades regulars. Al mur sud s'obre la porta d'entrada, d'arc de mig punt adovellat, que conserva una ferramenta d'estil romànic. En el frontis, sobre la finestra de doble esqueixada i arc de mig punt adovellat que el corona, hi ha una creu esculpida. Als absis encara resten algunes finestres d'esqueixada simple. Hi ha una escala exterior per pujar al campanar construït posteriorment.

## Notícies històriques
Església esmentada en l'Acta de Consagració i Dotació de la Catedral d'Urgell del 839. El bisbe Nantigís la consagrà de nou l'any 900, tot constituint-la canònicament en parròquia.

## Com anar-hi
Des de la carretera L-401 (de Pont d'Espia a Coll de Jou), al punt quilomètric 38,2 (42° 8′ 0″ N, 1° 31′ 1″ E / 42.13333°N,1.51694°E), prendre la que baixa a Canalda (ben senyalitzada) en 1,2 km.